# Theseus

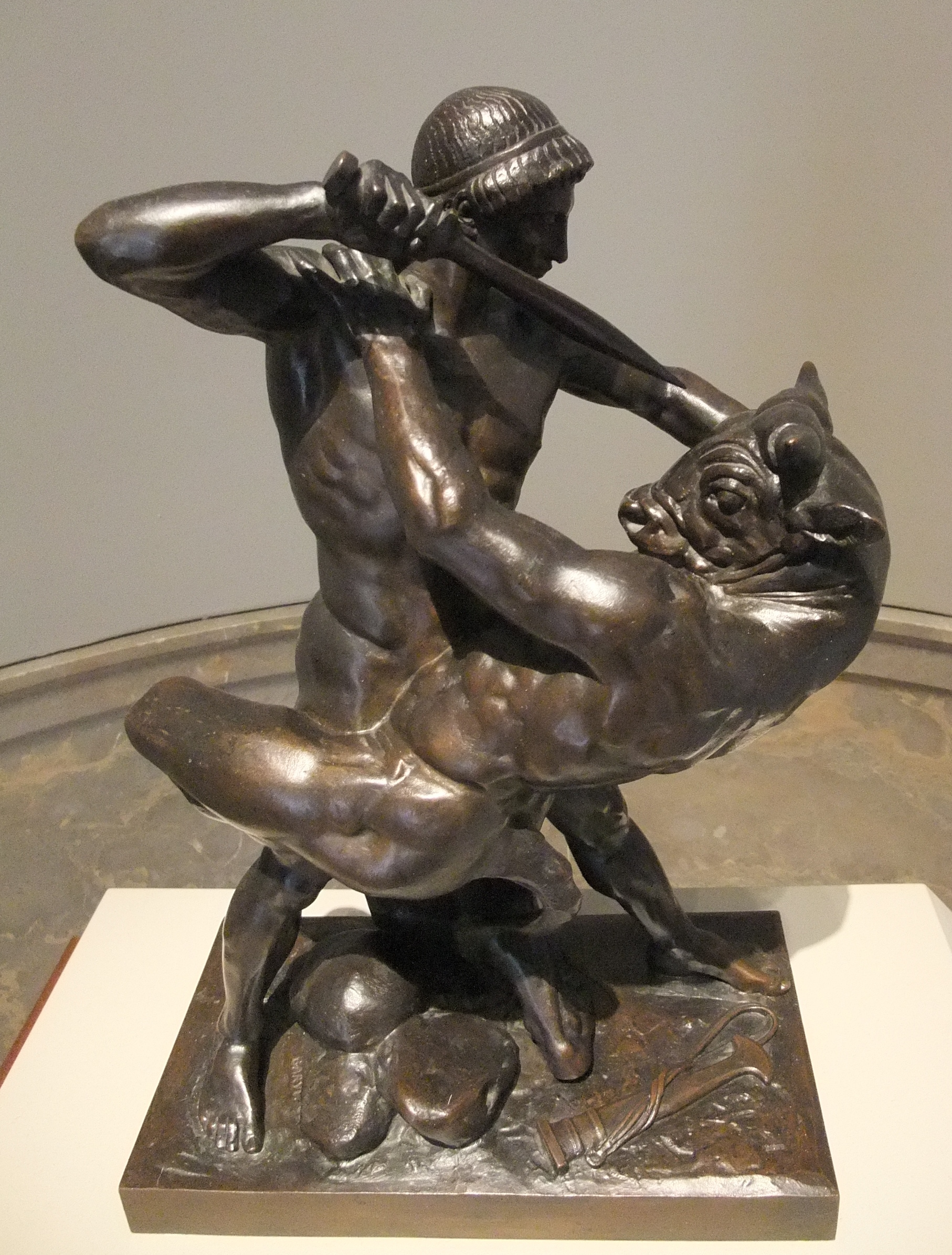
Theseus giết Minotaur (1843), điêu khắc đồng bởi Antoine-Louis Barye

Theseus (tiếng Hy Lạp: Θησεύς, UK /ˈθiːsjuːs/, US /ˈθiːsiəs/, Greek: [tʰɛːseú̯s]) là 1 người anh hùng trong thần thoại Hy Lạp. Ông là vị vua trong huyền thoại sáng lập ra thành Athens. con trai của Aethra và Aegeus. Có nhiều phiên bản chứng minh ông là con trai của Poseidon do Aethra đã ngủ qua đêm với cả hai người trong một đêm hoặc Poseidon biến thành Aegeus. Theseus là một anh hùng sáng lập, như Perseus, Cadmus hay Heracles, tất cả đều qua trận mạc và chiến thắng những kẻ thù được tôn thờ về trật tự tông giáo và xã hội. Hercules là anh hùng Doria, Theseus là vị anh hùng sáng lập Athens, được họ xem là nhà cải cách vĩ đại.
Theseus khi mười bảy tuổi, chàng được mẹ dẫn đến một tảng đá lớn và bảo dưới đó là kỷ vật của cha. Chàng đẩy hòn đá sang một bên và tìm thấy đôi dép và thanh kiếm. Trong cuộc hành trình đến Athens, Theseus đã giết rất nhiều kẻ chặn đường. Đầu tiên là tên cướp Periphetes. Kế đến là gã khổng lồ Sinis có sở thích bệnh hoạn là chặn đường cướp của, rồi buộc nạn nhân vào hai ngọn cây thông. Khi hắn thả tay, ngọn cây bật lên và xé tan xác nạn nhân. Theseus đã đánh bại Sinis và trừng phạt hắn đúng như cách hắn làm với người khác. Chàng thậm chí cưỡng hiếp con gái Sinis là Perigune, khiến cô sinh ra một đứa trẻ tên là Melanippus. Khi đến phía bắc Isthmus, Theseus giết con lợn được nuôi bởi bà già Phaea. Con lợn này, giống như sư tử Nemea và Hydra, là một đứa con của Typhoon và Echidna. Thử thách thứ tư của chàng là đi qua vùng biển Megara. Có một tên cướp là Sciron, con trai của Poseidon. Hắn bắt nạn nhân rửa chân cho mình rồi khi họ kéo thau nước ra sau, hắn đá họ xuống vực nước bên dưới làm thức ăn cho con rùa biển khổng lồ. Theseus giả vờ rửa chân gã, rồi giật gót chân làm Sciron ngã xuống nước. Hắn bị chính con rùa của mình xơi tái. Tiếp theo, Theseus gặp một anh em cùng cha khác mẹ nữa, Cercyon, vua xứ Eleusis. Hắn thách đấu bất cứ người khách nào đi vào nước của hắn. Theseus đấu vật với hắn và bóp cổ Cercyon đến chết. Chàng bị đuổi khỏi Eleusis. Thử thách cuối cùng của Theseus là giết tên khổng lồ Procrustes, cũng lại là con của Poseidon. Hắn bắt người ta nằm lên cái giường bằng vàng. Nếu người đó ngắn hơn cái giường, hắn kéo cổ họ cho dài ra. Nếu người đó dài hơn cái giường, hắn chặt đầu đi cho vừa. Theseus lừa gã nằm vào cái giường và giết hắn.
Khi Theseus đến Athen, chàng không để lộ danh tính của mình. Những người làm công đã thấy Theseus để tóc dài và vì khuôn mặt nữ tính của mình, chàng bị lầm tưởng là một cô gái. Nhưng họ đã hoảng sợ sau khi thấy chàng ném một chiếc xe vào họ. Ageus đã đón tiếp Theseus một cách nhiệt tình nhưng ông vẫn hoài nghi về sức mạnh mãnh liệt của người khách lạ này. Vợ của Ageus, Medea ngay lập tức nhận ra Theseus chính là con trai vua Ageus. Bà ta lo rằng Theseus sẽ được chọn làm vua thay vì con trai bà nên định đầu độc chàng trai, nhưng Nhà Vua đã nhận ra thanh kiếm và đôi dép nên đổ cốc rượu đi. Hai cha con nhận nhau rồi đuổi mẹ con Medea ra khỏi Athens.